# Gadhula
Gadhula fou un petit estat tributari protegit del prant de Gohelwar o divisió de Kathiawar, a la presidència de Bombai. Estava format per un sol poble amb dos tributaris separats. Estava situat a 8 km de l'estació ferroviària de Dhola. La població el 1881 era de 355 habitants.
Els ingressos s'estimaven en 300 lliures i el tribut era de 16 lliures pel Gaikwar de Baroda i de 2 lliures pel nawab de Junagarh.